# Casa de la Vila de Montbrió del Camp
Casa de la Vila de Montbrió del Camp és un monument protegit com a bé cultural d'interès local del municipi de Montbrió del Camp (Baix Camp).

## Descripció
Es tracta d'un edifici d'estil renaixentista tot i que conserva una torre medieval. El conjunt és de considerables dimensions i amb una façana principal d'estètica destacable. Consta de planta baixa, pis i golfes. L'amplada de la façana és dividida, visualment, en dos sectors: un a la banda dreta on tots els elements estan agrupats i seriats amb unes distàncies exactes, i un altre a l'esquerra, que es troba apartat de la resta per una distància més llarga entre els elements.
A la planta baixa té un seguit d'arcades de mig punt, sostingudes per pilars de secció quadrangular. Al primer pis les finestres són balconeres, amb una decoració arquitectònica (brancals, llindes i frontons) en relleu pla. Al mig dels quatre balcons, que no correspon amb l'eix central de l'edifici, hi ha un rellotge de sol, emmarcat per uns elements fets amb relleu pla com la resta de la decoració arquitectònica. Les golfes són obertes mitjançant un seguit d'arquets de mig punt de petites dimensions.

## Història
És un edifici de cap al 1618 que conserva una torre medieval de cap al segle xiv.
A l'interior se n'han fet transformacions.